# Barbara Epstein
Barbara Epstein (n. 30 august 1928, Boston, Massachusetts, SUA – d. 16 iunie 2006, New York City, New York, SUA) a fost un redactor literar și fondator și coredactor al revistei literare The New York Review of Books.

## Viața și activitatea
S-a născut la Boston, Massachusetts, într-o familie evreiască, sub numele Barbara Zimmerman, și a absolvit cursurile de la Radcliffe College în 1949. În 1953 s-a căsătorit cu redactorul Jason Epstein, cu care a avut o căsnicie ce a durat 37 de ani.
Barbara Epstein a dobândit importanță în cadrul editurii Doubleday, după ce a editat, printre alte cărți, prima traducere în limba engleză a Jurnalului Annei Frank din SUA. A lucrat apoi la Dutton, McGraw-Hill și Partisan Review.
În timpul grevei ziarelor new york-eze din 1963, Barbara și Jason Epstein, împreună cu prietenii Robert Lowell și Elizabeth Hardwick, au fondat revista bilunară The New York Review of Books, pe care Barbara o numea „the paper”. Ea și Robert B. Silvers au devenit redactorii revistei. Barbara Epstein a lucrat timp de 43 de ani ca redactor la The New York Review of Books.
Soții Epstein au divorțat în 1980; Barbara Epstein a trăit cu jurnalistul Murray Kempton până la moartea lui în 1997. Ea și-a continuat activitatea redacțională până cu puțin timp înainte de moartea ei.
Epstein a murit pe 16 iunie 2006 de cancer pulmonar în New York, la vârsta de 77 de ani.

## Legături externe
- David Remnick, Postscript: Barbara Epstein, The New Yorker, 3 iulie 2006 - Obituary.
- Obituary, n+1, 27 iunie 2006